# Reunificação da Alemanha

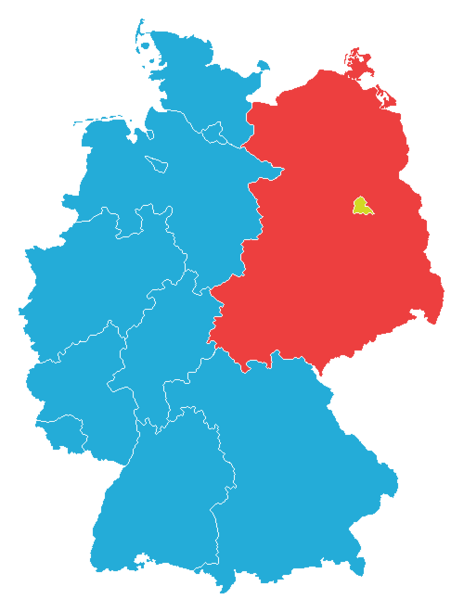
Mapa mostrando a divisão da Alemanha entre Oriente e Ocidente até 1990, com Berlim Ocidental em amarelo.

A reunificação da Alemanha (em alemão:  Deutsche Wiedervereinigung) foi o processo de 1990 em que a República Democrática Alemã (RDA/Alemanha Oriental) foi anexada pela República Federal da Alemanha (RFA/Alemanha Ocidental), ao reunificar a nação da Alemanha e a cidade de Berlim, como previsto pelo Artigo 23 da Lei Fundamental da República Federal da Alemanha. O final do processo de unificação é conhecido oficialmente como Unidade Alemã (em alemão:  Deutsche Einheit), comemorado no dia 3 de outubro (Dia da Unidade Alemã) (em alemão:  Tag der deutschen Einheit). Depois da reunificação alemã, Berlim foi novamente designada como a capital da Alemanha reunificada.
O regime da Alemanha Oriental começou a decair em maio de 1989, quando a remoção da cerca na fronteira com a Hungria abriu um buraco na Cortina de Ferro, o que causou o êxodo de milhares de alemães orientais, que fugiram para a Alemanha Ocidental e para a Áustria, através do território húngaro. A Revolução Pacífica, uma série de protestos promovidos por parte dos alemães orientais, levou às primeiras eleições livres da RDA, em 18 de março de 1990, e ao início das negociações entre a RDA e a RFA, que culminaram no Tratado de Unificação. Outras negociações entre a RDA e a RFA e as quatro potências de ocupação produziram o chamado "Tratado Dois Mais Quatro" (Tratado sobre a Regulamentação Definitiva referente à Alemanha) que dava a concessão de plena soberania para um Estado alemão unificado, cujas duas partes anteriormente tinha ainda sido afetadas por uma série de limitações decorrentes de seu estatuto pós-Segunda Guerra Mundial como regiões ocupadas.
A Alemanha Unida é considerada uma continuação ampliada da República Federal e não um Estado sucessor. Como tal, a Alemanha Ocidental manteve sua participação em organizações internacionais, incluindo a Comunidade Europeia (mais tarde a União Europeia) e a OTAN, enquanto abriu mão da filiação ao Pacto de Varsóvia e a outras organizações internacionais as quais só a Alemanha Oriental pertencia.

## Precursores da reunificação

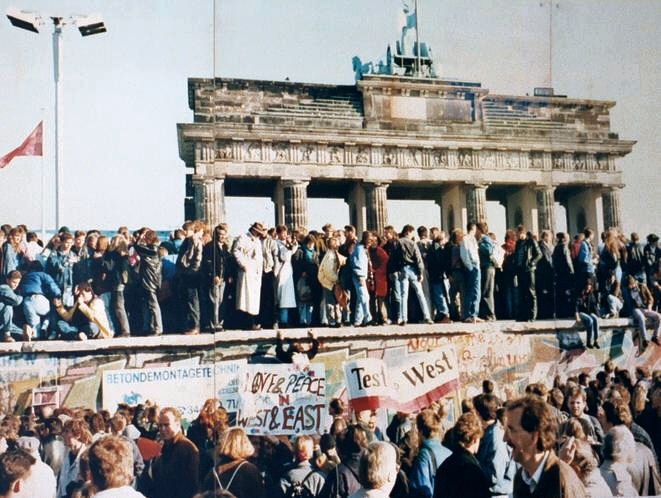
Muro de Berlim no Portão de Brandemburgo, 10 de novembro de 1989

Em 1945, o Terceiro Reich terminou em derrota e Alemanha foi dividida em duas áreas separadas, com o oriente controlado como parte do Bloco Soviético comunista e o ocidente alinhado à Europa capitalista (que se formou na Comunidade Europeia), incluindo uma divisão na aliança militar formada em o Pacto de Varsóvia e da OTAN, respectivamente. Sua capital, a cidade de Berlim foi dividida em quatro setores ocupados, sob controle de União Soviética, Estados Unidos, Reino Unido e França. Os alemães viveram sob tais divisões impostas durante toda a Guerra Fria.
Até a década de 1980, a União Soviética teve um período de estagnação econômica e política e, consequentemente, reduziu a intervenção política no Bloco Oriental. Em 1987, o Presidente dos Estados Unidos, Ronald Reagan, fez um discurso no Portão de Brandemburgo em que desafiava o líder Soviético Mikhail Gorbachev a "derrubar este muro" que separava a cidade de Berlim. A muralha se tornou um ícone das divisões políticas e econômicas da divisão entre o Oriente e o Ocidente, uma divisão que Churchill tinha referido como "Cortina de Ferro". No início de 1989, sob uma nova era de políticas soviéticas da glasnost (abertura), perestroika (reestruturação econômica), que foram levadas para níveis ainda mais progressivos por Gorbachev, o Movimento de Solidariedade popularizou-se na Polônia. Ainda mais inspirado por outras imagens de bravos desafios, uma onda de revoluções varreu todo o Bloco de Leste naquele ano. Em maio de 1989, a Hungria removeu as cercas da fronteira e milhares de alemães orientais fugiram para o Ocidente. O ponto de virada na Alemanha, chamado de "Die Wende", foi marcado pela "Revolução Pacífica" e pela queda do Muro de Berlim, sendo que Alemanha Oriental e Ocidental, posteriormente, iniciaram negociações para a eliminação da divisão, que havia sido imposta aos alemães por mais de quatro décadas.

## Processo de reunificação

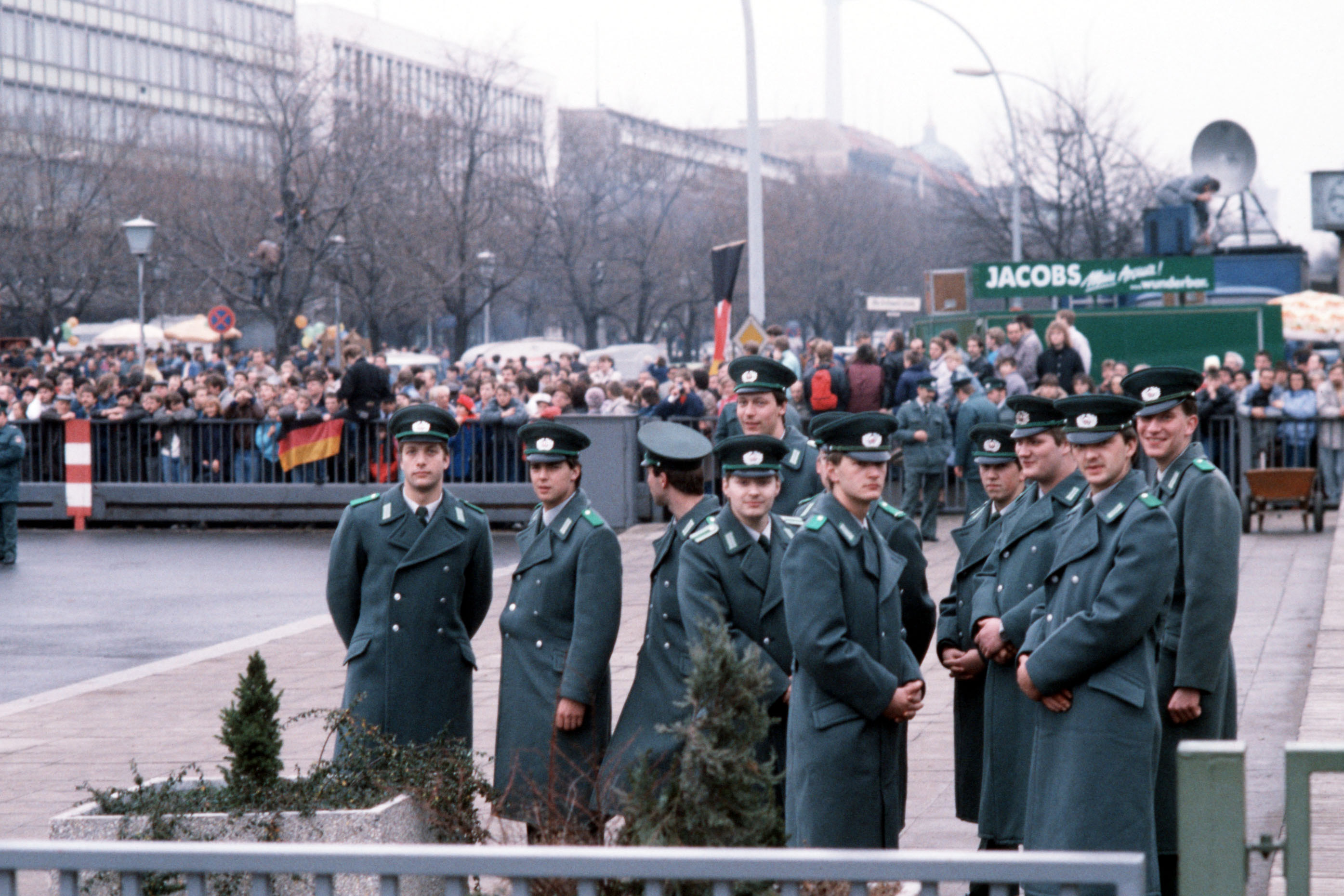
Volkspolizei da Alemanha Oriental esperam a abertura oficial do Portão de Brandemburgo, em 22 de dezembro de 1989.

### Cooperação

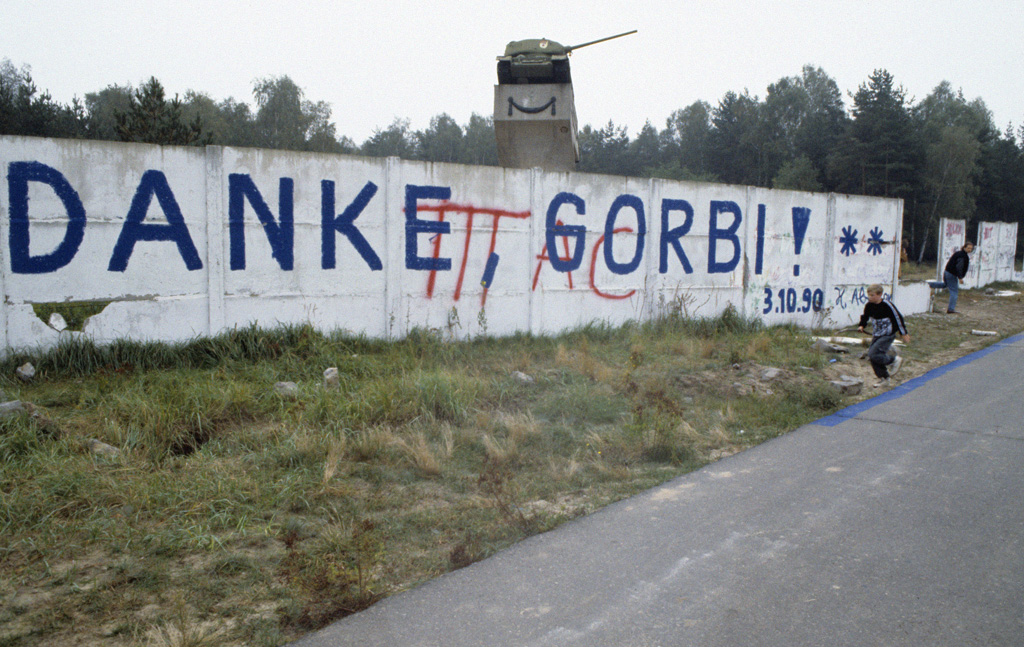
Muro de Berlim, Outubro de 1990: "Obrigado, Gorbi"

Em 28 de novembro de 1989, duas semanas após a queda do Muro de Berlim—o chanceler da Alemanha Federal, Helmut Kohl anunciou os 10 pontos do programa de chamada para as duas Alemanhas ampliaram a cooperação mútua vista para uma eventual reunificação.
Inicialmente, nenhum calendário foi proposto. No entanto, os eventos rapidamente vieram à cabeça no início da década de 1990. Primeiro, em Março, o Partido do Socialismo Democrático—o antigo Partido Socialista Unificado da Alemanha—foi fortemente derrotado nas primeiras eleições livres da Alemanha Oriental. Uma grande coalizão foi formada sob Lothar de Maizière, líder da União Democrata Cristã, em uma plataforma de reunificação rápida. Depois, a economia e a infraestrutura da Alemanha Oriental começou a dar sinais de colapso total. Apesar da Alemanha Oriental ter sido reconhecida como a economia mais robusta do Bloco Soviético, a remoção de hegemonia comunista revelou as comprometidas fundações do sistema econômico do país. O marco alemão-oriental era praticamente inútil fora da Alemanha Oriental por algum tempo antes dos eventos de 1989-90.

### Concentração econômica
As negociações começaram imediatamente para uma rápida fusão das economias alemãs. Em 18 de maio de 1990, os dois Estados alemães assinaram um tratado em que concordavam sobre os aspectos monetários, econômicos e sociais da união. Este tratado é chamado Vertrag über die Schaffung einer Währungs-, Wirtschafts- und Sozialunion zwischen der Deutschen Demokratischen Republik und der Bundesrepublik Deutschland ("Tratado que Institui uma União Monetária, Econômica e Social da União entre a República Democrática Alemã e a República Federal da Alemanha") e entrou em vigor em 1 de julho de 1990, quando o marco alemão substituir o marco alemão-oriental como moeda oficial da Alemanha Oriental. O marco alemão tinha uma reputação muito alta entre os alemães orientais e era considerado estável. Enquanto o RDA transferia a sua soberania sobre a política financeira para a Alemanha Ocidental, o Ocidente começou a dar subsídios para o orçamento e o sistema de segurança social da RDA. Ao mesmo tempo, muitas das leis da RFA entraram em vigor na RDA. Isso criou um quadro adequado para uma união política por diminuir o enorme fosso político, social e econômico existente entre os dois sistemas.

### Tratado de Reunificação Alemã

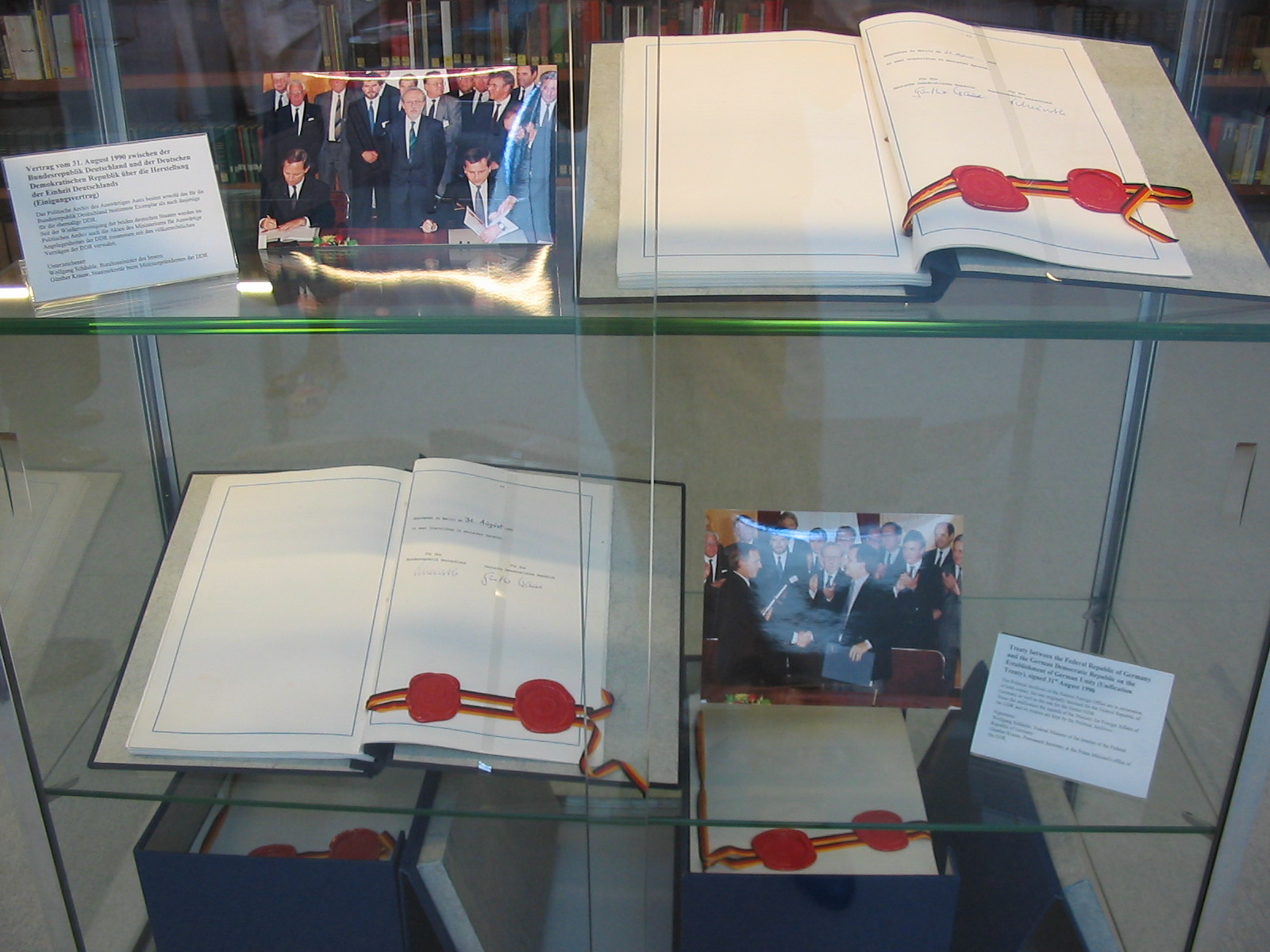
As duas vias originais do Tratado de Unificação assinado em 31 de agosto de 1990. O Ministro do Interior da Alemanha Ocidental, Wolfgang Schäuble, assinou pela RFA e o Secretário de Estado da Alemanha Oriental, Günther Krause, assinou pela RDA.

O Volkskammer, o Parlamento da Alemanha Oriental, aprovou uma resolução no dia 23 de agosto de 1990, buscando a adesão (Beitritt) da República Democrática da Alemanha à República Federal da Alemanha e a extensão da jurisdição da Lei Básica da República Federal ao território da Alemanha Oriental, como permitido pelo artigo 23 d Lei Fundamental alemã, em vigor em 3 de outubro de 1990. A Declaração de Adesão da Alemanha Oriental (Beitrittserklärung) na República Federal, como permitido pelo artigo 23, foi aprovada pelo Volkskammer em 23 de agosto, foi formalmente apresentado pelo seu Presidente ao Presidente do Bundestag alemão da RFA, por meio de uma carta datada de 25 de agosto de 1990. Assim, formalmente, o processo de reunificação, por meio da adesão da Alemanha Oriental na Alemanha Ocidental, foi iniciado como uma decisão unilateral e soberana da Alemanha Oriental.
Após a resolução de adesão, o "Tratado de Reunificação Alemã", comumente conhecido em alemão como "Einigungsvertrag" (Tratado de Unificação) ou "Wiedervereinigungsvertrag" (Tratado de Reunificação), que havia sido negociado entre os dois Estados alemães desde 2 de julho de 1990, foi assinado por representantes dos dois governos em 31 de agosto de 1990. Este Tratado, oficialmente intitulado Vertrag zwischen der Bundesrepublik Deutschland und der Deutschen Demokratischen Republik über die Herstellung der Einheit Deutschlands (Tratado entre a República Federal da Alemanha e a República Democrática Alemã sobre a Criação da Unidade Alemã), foi aprovado por ampla maioria nas câmaras legislativas dos dois países em 20 de setembro de 1990 (442-47 no Bundestag Ocidental e 299-80 no Volkskammer Oriental). As alterações na Lei Básica da República Federal que eram previstas no Tratado de Unificação ou necessárias para a sua implementação foram adotadas pelo Estatuto Federal, de 23 de setembro de 1990, que aprovou a incorporação do Tratado como parte da Lei da República Federal da Alemanha. A referida lei Federal, contendo todo o texto do Tratado e os seus protocolos, como anexos, foi publicada no Bundesgesetzblatt (jornal oficial para a publicação das leis da República Federal da Alemanha) em 28 de setembro de 1990. Na República Democrática Alemã, o direito constitucional (Verfassungsgesetz) dava efeito ao Tratado e foi também publicado em 28 de setembro de 1990. Com a adoção do Tratado como parte de sua Constituição, a Alemanha Oriental aboliu a si mesma como um Estado.
De acordo com o artigo 45 do Tratado, que entrou em vigor de acordo com o direito internacional, em 29 de setembro de 1990, mediante a troca de avisos referentes à conclusão do respectivo regimento interno, os requisitos constitucionais para a adoção do tratado tanto na Alemanha Oriental quanto Alemanha Ocidental foram cumpridos. Essa última etapa estava em conformidade com o artigo 1 do Tratado e também em conformidade com a Declaração de Adesão da Alemanha Oriental apresentada para a República Federal da Alemanha oficialmente reunidos às 00h00 CEST de 3 de outubro de 1990. A Alemanha Oriental, juntou-se à República Federal como os cinco Länder (estados) de Brandemburgo, Mecklemburgo-pomerânia ocidental, Saxônia, Saxônia-Anhalt e Turíngia. Esses estados haviam sido os cinco estados da Alemanha Oriental, mas tinha sido abolidos em 1952, em favor de um sistema centralizado. Como parte do Tratado de 18 de maio, os cinco estados do leste alemão tinham sido reconstituídos em 23 de agosto. Ao mesmo tempo, o Oriente e o Ocidente de Berlim reuniram-se em uma cidade unificada, que se tornou uma cidade-estado, como Bremen e Hamburgo. Em uma cerimônia emocionante, à meia-noite de 3 de outubro de 1990, a bandeira preta-vermelha-oura da Alemanha Ocidental—agora a bandeira de uma Alemanha reunificada—foi elevada acima do Portão de Brandemburgo, marcando o momento da reunificação alemã.

### Fusão constitucional

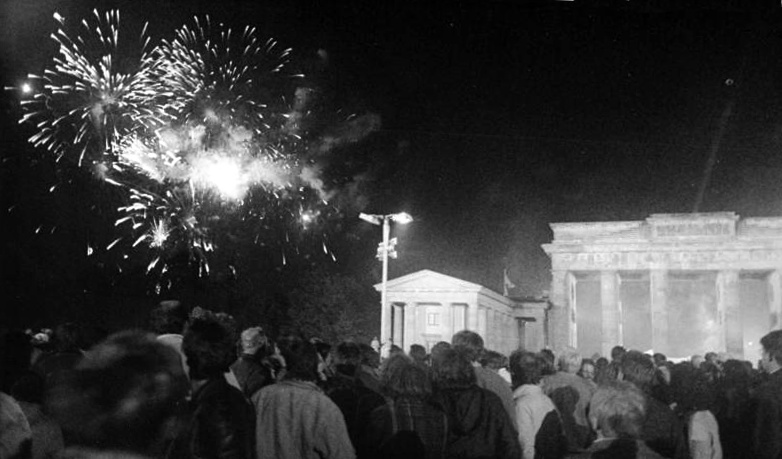
Fogos de artifício no Portão de Brandemburgo após a reunificação.

O processo escolhido foi uma das duas opções implementadas na Constituição da Alemanha Ocidental (Lei Fundamental) de 1949, para facilitar o processo de uma eventual reunificação. A Lei Básica afirmava que era destinada apenas para uso temporário até que uma constituição permanente fosse adotada pelo povo alemão como um todo. Por meio desse documento, quaisquer novos potenciais Länder poderiam respeitar a Lei Fundamental, por maioria simples de votos. Os onze estados iniciais juntaram-se em 1949. Berlim Ocidental tinha sido proposta como o 12º estado, mas foi legalmente inibida por objeções dos Aliados, visto que Berlim como um todo era legalmente uma área dividida em quatro setores de ocupação. Apesar disso, a filiação partidária em Berlim Ocidental era como na Alemanha Ocidental e em muitos campos funcionava, de facto, como se fosse um estado componente da Alemanha Ocidental. Em 1957 o Protetorado de Sarre juntou-se à Alemanha Ocidental sob o procedimento previsto pelo Artigo 23 como Sarre.

### Impacto internacional
O resultado prático desse modelo é que a agora expandida República Federal da Alemanha herdou os assentos da Alemanha Ocidental na ONU, na OTAN, na Comunidade Europeia e em outras organizações internacionais. Ela também continuou a ser membro de todos os tratados antigos que a Alemanha Ocidental assinou antes do momento da reunificação. A mesma Lei Básica e as mesmas leis que estavam em vigor na República Federal continuaram automaticamente em vigor, mas agora aplicadas ao território expandido. Além disso, o mesmo Presidente, o Chanceler (Primeiro-Ministro) e o Governo da República Federal permaneceram no cargo, mas a sua jurisdição agora incluía o recém-adquirido território da antiga Alemanha Oriental.
Para facilitar este processo e para tranquilizar outros países, algumas alterações foram feitas na "Lei Básica" (a constituição). O Artigo 146 foi alterado, de modo que o Artigo 23 da constituição vigente pudesse ser usado para a reunificação. Após os cinco "Novos Länder" da Alemanha Oriental terem aderido, a constituição foi alterada novamente para indicar que todas as partes da Alemanha estavam agora unificadas. O Artigo 23 foi reescrito e ainda pode ser entendido como um convite para outras regiões (como por exemplo a Áustria) a unir-se ao território alemão, embora a ideia principal da mudança fosse para acalmar os temores de que a Polônia seria mais tarde anexada aos antigos territórios orientais da Alemanha. As alterações efetivamente formalizaram a Linha Oder-Neisse como a fronteira oriental permanente da Alemanha. Estas alterações da Lei Básica foram impostas pelo Artigo 1, seção 4 do Tratado Dois Mais Quatro.

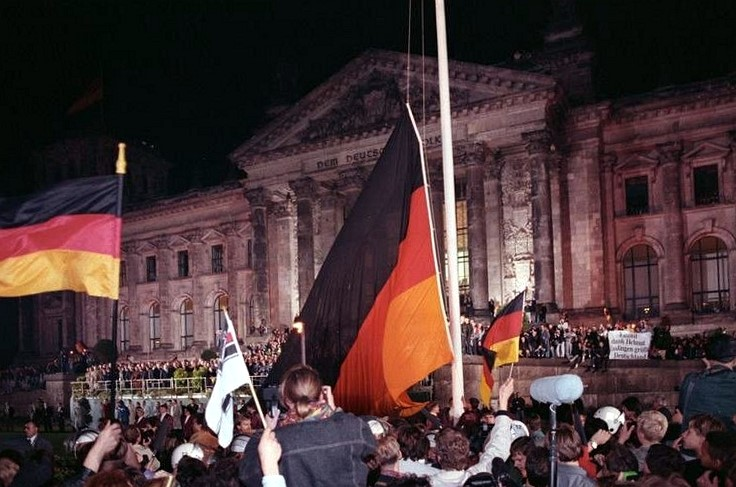
Alemães levantando a bandeira alemã na frente do prédio do Reichstag, 1990

### Dia da Unidade Alemã
Para comemorar o dia que marca a reunificação oficial da antigas Alemanhas Oriental e Ocidental, em 3 de outubro de 1990, tem sido desde então um feriado nacional alemão, o Dia da Unidade Alemã (Tag der deutschen Einheit). Ele substituiu o antigo feriado nacional realizado na Alemanha Ocidental em 17 de junho, que comemorava a Revolta de 1953 na Alemanha Oriental e o feriado nacional no dia 7 de outubro na RDA, que comemorava a fundação do Estado da Alemanha Oriental.